# Fanes
I Fanes sono una popolazione semi-leggendaria, che ha abitato fino al tardo Bronzo l'Alpe di Fanes.
La loro storia è conosciuta attraverso l'epopea de Il Regno dei Fanes, ciclo epico nucleo della mitologia dolomitica.

## Descrizione

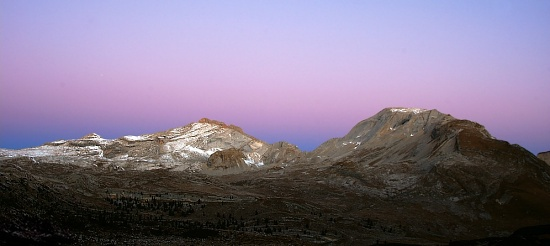
La Cima Dieci a sinistra e Cima Nove viste all'alba dal Passo di Limo nell'Alpe di Fanes. Ai piedi della Cima Dieci si erge una particolare conformazione rocciosa che grazie alle sue caratteristiche morfologiche è stata d'ispirazione per l'ubicazione del Castello dei Fanes. È chiamata infatti "Ciastel de Fanes"

Seppur leggenda, il racconto orale, viziato da sovrapposizioni storiche di almeno due millenni, potrebbe contenere delle verosimiglianze riguardo all'esistenza di un gruppo umano organizzato nell'area dolomitica in epoca protostorica. Tale ipotesi non si trova in contrasto con la storiografia o con l'archeologia ufficiale, in quanto è stata ormai riconosciuta alla società protostorica presente nell'area forme di organizzazione proto-statale sovra-tribale sia nell'età del Bronzo (con la cultura di Luco-Meluno) sia prima dell'arrivo dei romani nell'età del Ferro (cultura di Fritzens-Sanzeno). Sebbene in Val Badia sia stato ritrovato un insediamento di un certo rilievo come Sotciastel che conferma l'antropizzazione della vallata ben prima dell'arrivo dei romani, tuttavia l'unico ritrovamento archeologico collegabile alla leggenda dei Fanes è l'individuazione di un sito presso la formazione rocciosa conosciuta come Ciastel de Fanes da parte dell'archeologo Georg Innerebner. Tale ritrovamento, come tutto il prolifico operato di Innerebner è stato ampiamente ridimensionato dagli studi successivi. Tale sito è probabilmente di tipo stagionale legato alla pastorizia o alla caccia per la scarsità di ritrovamenti. Difficile pertanto confermare la presenza di un vero e proprio regno con sede sull'alpe di Fanes. Più verosimile è l'esistenza di un gruppo (anche piuttosto numeroso) riparato in quota a causa dell'avanzare di popoli stranieri (celti o romani), la cui resistenza sia stata ampliata nei racconti e nel mito.
Per esempio, data la natura degli altipiani di Fanes, si suppone che il tanto decantato "regno" sia stato costituito da non più di 500 individui. Leggendo tra le righe del racconto, al tempo del totem della marmotta, quando ancora non compaiono re, il regime sociale pare esser stato di tipo matriarcale. L'altopiano, all'epoca, pare presentasse temperature più miti, ma non tali da poter consentire l'agricoltura. Era dunque un popolo di cacciatori-raccoglitori, e le "guerre" perpetrate a danno dei popoli vicini, dovevano probabilmente essere razzie e scorribande rivolte a popolazioni in parte basate sul medesimo tipo di economia, in parte dedite all'agricoltura.
L'ultima guerra raccontata nella saga, gestita da una coalizione di popoli interi contro i Fanes, potrebbe esser effettivamente avvenuta, condotta dai paleoveneti (a struttura sociale più solida) venuti in aiuto di una federazione di tribù loro affiliata e stanziata in un lontano avamposto (importante per motivi economici, per esempio per il rifornimento di legname e metallo).

## Nei media
Alla saga dei Fanes è ispirato lo sceneggiato televisivo I monti di vetro, trasmesso nel 1972 da Raiuno nella TV dei ragazzi.